# Fabian Plak
Fabian Plak (Schagen, 23 luglio 1997) è un pallavolista olandese, centrale del Cisterna.

## Biografia
Proveniente da una famiglia originaria del Suriname, è fratello della pallavolista Celeste Plak.

## Carriera

### Club
La carriera di Fabian Plak inizia nel 2011 nelle giovanili del De Boemel per poi passare alla formazione federale del Talent Team, con cui nell'annata 2014-15 esordisce in Eredivisie.
Nell'annata 2017-28 si trasferisce in Svizzera, allo Schönenwerd, militante nella Lega Nazionale A; nella stagione 2018-19 viene ingaggiato dal Mondovì, nella Serie A2 italiana: tuttavia, a competizioni non ancora iniziate, a causa di un infortunio, rescinde il contratto con il club piemontese, per poi, a guarigione ultimata, concludere l'annata al Saaremaa, nella Eesti Meistrivõistlused.
Per il campionato 2019-20 si accasa al Teruel, in Superliga de Voleibol Masculina, con cui si aggiudica la Supercoppa spagnola e la Coppa del Re. Nella stagione 2020-21 difende i colori del Grand Nancy, in Ligue B: resta in Francia anche nell'annata successiva, vestendo la maglia dello Chaumont, in Ligue A.
Nella stagione 2023-24 firma per il Padova, nella Superlega italiana, categoria dove gioca anche nell'annata 2025-26, ma con il Cisterna.

### Nazionale
Nel 2015 è convocato nella nazionale olandese under 19, mentre nel 2016 fa parte della selezione under 20.
Nel 2017 ottiene le prime convocazioni nella nazionale maggiore, con cui nel 2019 si aggiudica la medaglia di bronzo all'European Golden League.

## Palmarès

### Club
- Coppa del Re: 1

2019-20
- Coppa di Francia: 1

2021-22
- Supercoppa spagnola: 1

2019
- Supercoppa francese: 1

2021

### Nazionale (competizioni minori)
- European Golden League 2019